# Vikingrock
Vikingrock oder auch Wiking-Rock, schwedisch Vikingarock, ist ein Subgenre der Rockmusik, als dessen Begründer die schwedische Band Ultima Thule gilt und die weitestgehend von dieser Band und ihrem Umfeld beeinflusst wurde. Aufgrund der Verstrickungen der Vorreiterband in die rechtsextreme Szene und Parallelen zur schwedischen White-Power-Szene wird die Musikrichtung häufig dem Rechtsrock zugeordnet. Es gibt jedoch auch einige Bands, darunter Ultima Thule selbst, die sich von rassistischem und rechtsextremen Gedankengut mehr oder weniger distanzieren.

## Entstehung
Ultima Thule gründete sich 1982 als Punk-Band und wechselte kurze Zeit später in die Skinhead-Szene. Unabhängig von der jeweiligen Szenezugehörigkeit entwickelte die Band einen eigenen Musikstil, der sich als eine Mischung aus traditioneller Volksmusik und Punk beschreiben lässt und oftmals mit patriotischen Texten verbunden wurde. Dieser Stil erlangte in Schweden auch außerhalb der genannten Jugendsubkulturen einen unerwartet großen Anklang. Dadurch wurde 1993 auch der schwedische Musikproduzent und rechte Politiker Bert Karlsson auf die Band aufmerksam und nahm sie unter Vertrag. Die Band wurde von da ab als „Viking power rock and roll band“ vermarktet und konnte mit mehreren Alben hohe Platzierungen in den schwedischen Charts erreichen. Nach Bekanntwerden ihrer rechtsextremen Vergangenheit entließ Karlsson die Band aus ihrem Vertrag. Ultima Thule gründete eine eigene Plattenfirma, die thematisch ähnliche Bands hervorbrachte, unter anderem Hel und die auch dem Nazipunk zugeordnete Band Midgårds Söner. Die rechtsextreme Band Dirlewanger, nach Oskar Dirlewanger benannt, versuchte nach einer Umbenennung in Heroes über Ultima Thule Records ins boomende Musikgeschäft einzusteigen. Verbindungen existierten ebenfalls zur britischen Rock-against-Communism-Szene.

## Musik und Texte
Musikalisch ist Vikingrock eine Verbindung aus Rock, Punk und häufig skandinavischer Volksmusik. Die Texte handeln meist von Wikingern und Göttersagen (besonders aus der nordischen Mythologie), historischen Ereignissen im Norden Europas sowie der Schönheit der skandinavischen Natur. Die Texte sind zumeist in den nordischen Muttersprachen der jeweiligen Bands verfasst (vor allem schwedisch), aber es kommen auch Stücke in englischer Sprache vor. Im Gegensatz zum Viking Metal wird auf die Verwendung schneller Gitarrenfolgen, Doublebass-Drummings und gutturalen Gesangs verzichtet; es wird „klar“, jedoch oftmals aggressiv gesungen.
Aufgrund der teilweise stark verbreiteten patriotischen Texte ist Vikingrock umstritten und wird oft als rechtsextreme Musikrichtung und als „Versuch, dem Neonazi-Rock einen moderaten Anstrich zu geben, um auch außerhalb der Szene Anhänger (und Käufer) zu erreichen“, gehandelt. Viele Bands distanzieren sich allerdings von rechtsextremen Gedankengut und Anhänger des Vikingrocks verweisen auf die Meinungsfreiheit. Die Szene sieht sich selbst als unpolitisch an. Überschneidungen gibt es zur Punk- und Oi!-Szene. Zum Teil vergleichen diese die Anschuldigungen mit einer Hexenjagd.

## Bands

### Skandinavien
Als bekannteste Bands gelten Ultima Thule und Hel. In den letzten Jahren sind mehrere junge Bands hinzugekommen, welche von der Szene bestmöglich durch Promotion auf diversen Websites unterstützt werden. Weitere bekannte Bands sind Midgårds Söner, Völund Smed und außerhalb Schwedens Glittertind (Norwegen), sowie Kalevalan Viikingit (Finnland).

### Deutschland
Vikingrock ist außerhalb Skandinaviens relativ unbekannt und die Anzahl an Bands überschaubar. Zum Genre des Vikingrock zählt sich selbst auch die deutsche Band Nordwind (die sich zuvor Odins Erben nannte), die ebenfalls als Rechtsrock-Band gilt. In Deutschland ist außerdem das umstrittene, oft als rechtsextrem bezeichnete Label Dim Records an der Vermarktung von Vikingrock interessiert. Neben dem Exklusivvertrieb von Ultima-Thule-Records hat das Label auch die deutsche Vikingrock-Band Kraftheim unter Vertrag. Die Band Donars Groll war unter anderem auch mit 3 Alben als Vikingrock-Band aktiv. Bekannt sind außerdem noch Balmung, die ebenfalls oft mit dem Rechtsrock in Verbindung gebracht werden. Zur Verbreitung im deutschsprachigen Raum trug außerdem die neurechte Wochenzeitung Junge Freiheit bei, die verschiedene Alben besprach.